# Jules Bara

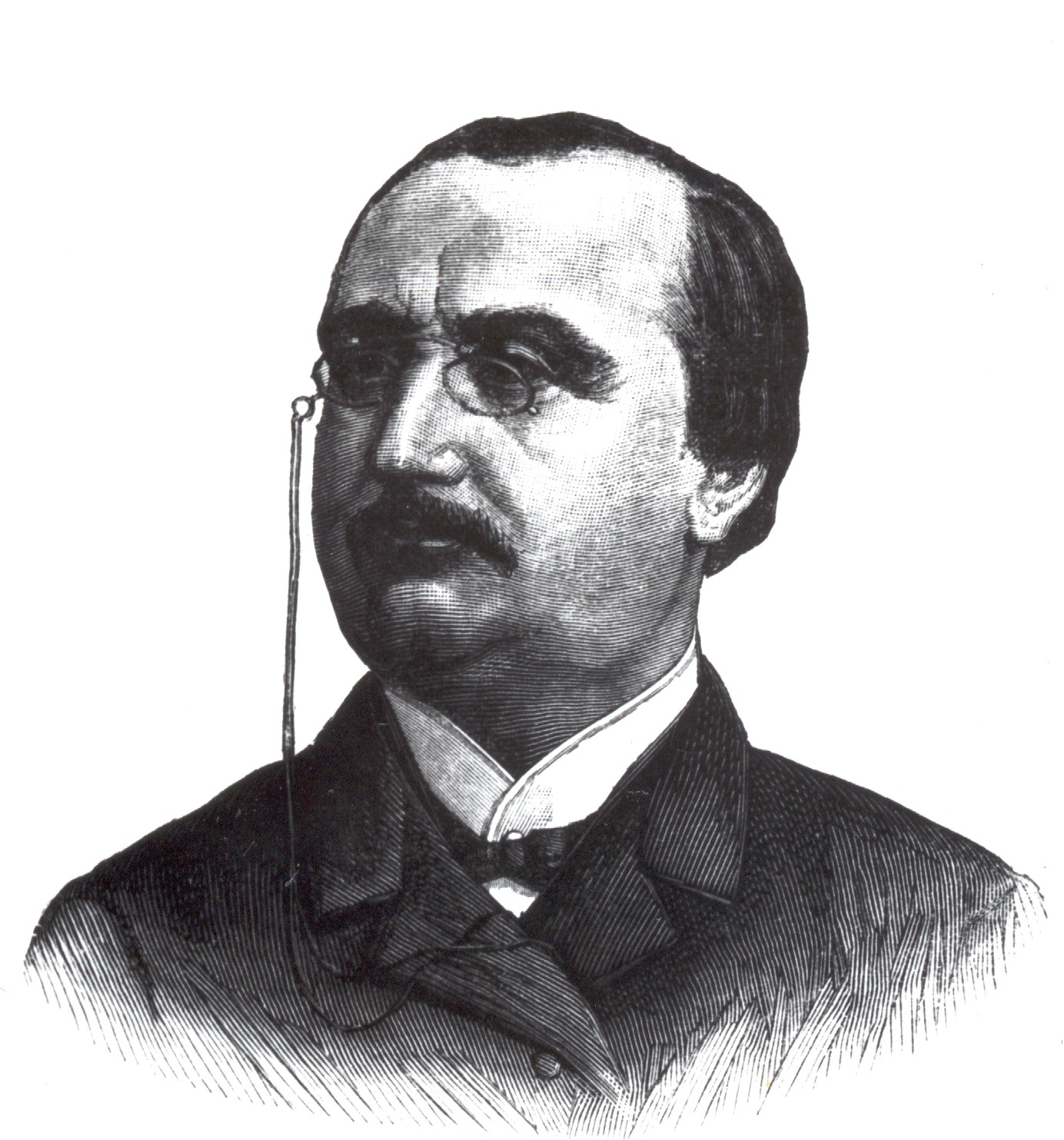
Jules Bara

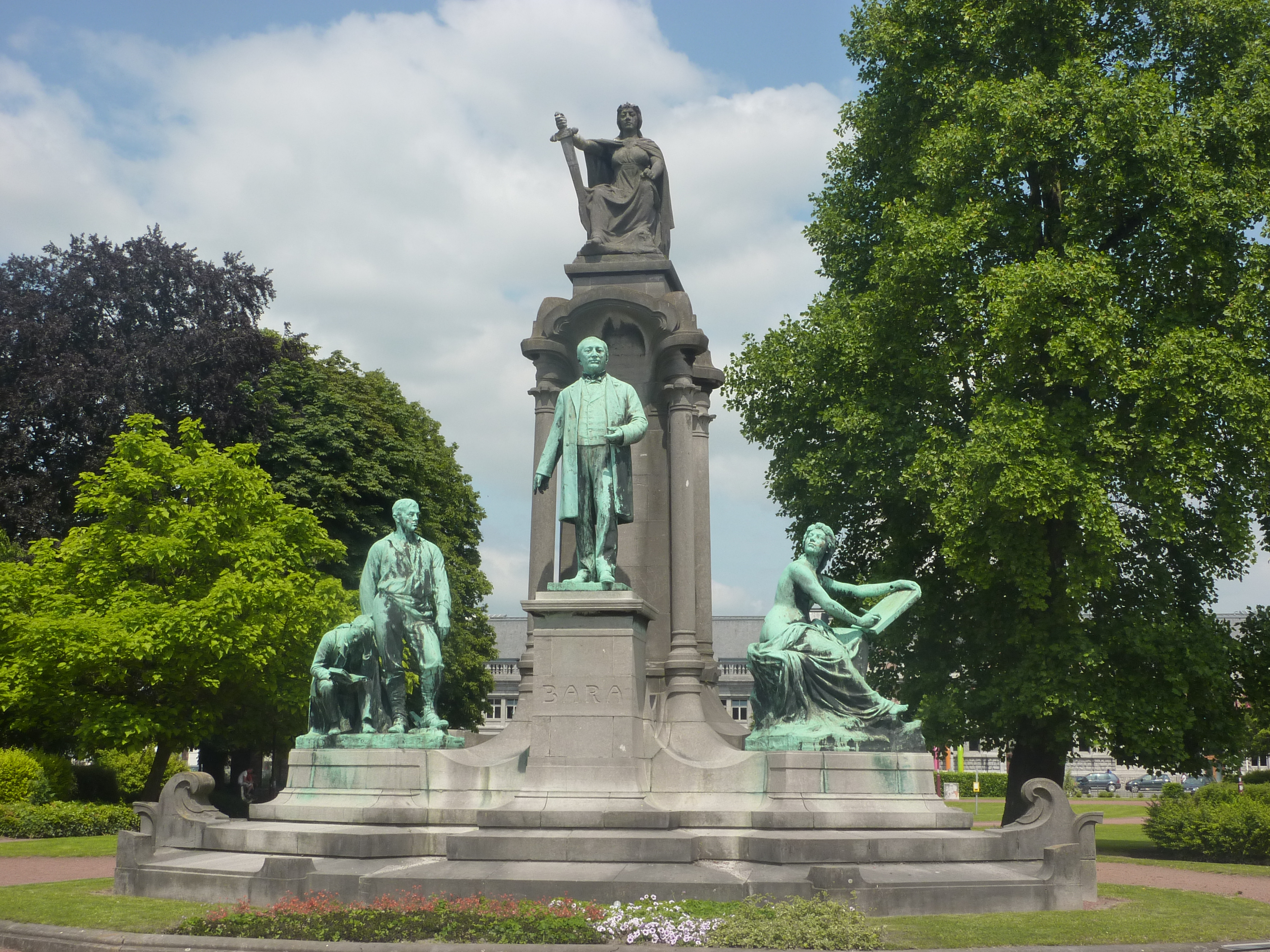
Monument ter ere van Jules Bara te Doornik

Jules Marcel Lamoral Bara (Doornik, 3 augustus 1835 - Sint-Joost-ten-Node, 26 juni 1900) was een Belgisch liberaal volksvertegenwoordiger, senator en minister.

## Levensloop
Bara was een zoon van de arts en chirurg Jules Bara en Isabelle Roty. Hij bleef vrijgezel. 
Hij volgde middelbaar onderwijs aan het atheneum van Doornik, waarna hij promoveerde tot doctor in de rechten (1857) en licentiaat politieke en sociale wetenschappen (1859) aan de ULB. Hij vestigde zich als advocaat in Brussel en bleef zijn hele leven aan de balie, waar hij tweemaal stafhouder van werd. In 1860 werd hij hoogleraar aan de ULB en in 1865 docent administratief recht en handelsrecht aan de Cours Publics van de stad Brussel. Bara was, zoals zijn vader, vrijmetselaar. Hij werd in 1859 ingewijd in de Brusselse loge Les Vrais Amis de l'Union et du Progrès Réunis. Hij klom op in de hoge graden en werd lid van de Belgische Opperraad.
Van 1862 tot 1894 was hij liberaal lid van de Kamer van volksvertegenwoordigers voor het arrondissement Doornik, waarna hij van 1894 tot 1900 provinciaal senator was in de Senaat. Hij verdedigde altijd een antiklerikale en sociaal-conservatieve politiek en als minister ijverde hij voor de scheiding tussen kerk en staat. 
Hij was minister van justitie in 1865-1870 (regeringen Charles Rogier en Walthère Frère-Orban) en in 1878-1884 (regering-Frère-Orban). Hij slaagde er niet in een wetsvoorstel die de doodstraf afschafte te doen goedkeuren. In 1884 werd hij Minister van Staat.
Bara was eveneens een fel bestrijder van de taalpolitieke maatregelen die de Vlaamse Beweging voorstelde. Wel nam hij in 1879 het initiatief tot de tweetalige publicatie van de Beknopte Verslagen van Kamer en Senaat. Niettemin beschouwde Bara het Frans als de gemeenschappelijke taal van Vlamingen en Walen en vond hij dit een positieve factor voor de eenheid en onafhankelijkheid van België.
Aan hem herinneren het Baraplein in Sint-Gillis, de Barastraat in Anderlecht en de Place Bara in Antoing. In zijn geboorteplaats Doornik werd in 1902 een monument door Guillaume Charlier vervaardigd naar een ontwerp van Victor Horta.